# Madhya Pradesh
Madhya Pradesh er en delstat i Indien.
Hovedstaden er Bhopal. Hovedsproget er hindi. Vigtige byer er Gwalior, Indore og Ujjain. Khajuraho, kendt for erotiske skulpturer i dens hinduiske og jain templer, er en af UNESCOs verdensarvområder.
Madhya Pradesh blev sammensat af flere forskellige provinser og små fyrstedømme efter Indiens uafhængighed – navnet betyder "Midterprovins". Chhattisgarh blev udskilt som selvstændig delstat i 2000.

## Eksterne links
- Wikimedia Commons har flere filer relateret til Madhya Pradesh

23°N 77°Ø / 23°N 77°Ø